# Az év magyar golfozója
Az év magyar golfozója címet 1990 óta ítéli oda a Magyar Golf Szövetség.

## Díjazottak
| #   | Év   | Férfiak                                           | Nők                                                |
| --- | ---- | ------------------------------------------------- | -------------------------------------------------- |
| 1.  | 1990 | Hegedűs Gábor                                     | Tringer Ágnes                                      |
| 2.  | 1991 | Hegedűs Gábor                                     | Szlávy Erika                                       |
| 3.  | 1992 | Hegedűs Gábor                                     | Bankó Éva                                          |
| 4.  | 1993 | Brúder Balázs                                     | Bankó Éva                                          |
| 5.  | 1994 | Jánosska Zsolt                                    | Bankó Éva                                          |
| 6.  | 1995 | Jánosska Zsolt                                    | Kocsis Réka                                        |
| 7.  | 1996 | Sárközi Richárd                                   | Kocsis Réka                                        |
| 8.  | 1997 | Szigeti Csaba                                     | Kocsis Réka                                        |
| 9.  | 1998 | Brúder Balázs                                     | Kocsis Réka                                        |
| 10. | 1999 | Brúder Balázs                                     | Kocsis Réka                                        |
| 11. | 2000 | Sárközi Richárd                                   |                                                    |
| 12. | 2001 | Sárközi Richárd                                   | Kocsis Réka                                        |
| 13. | 2002 | Brúder Balázs                                     | Kocsis Réka                                        |
| 14. | 2003 | Wilheim István                                    | Batta Krisztina                                    |
| 15. | 2004 | Tóth János                                        | Batta Krisztina                                    |
| 16. | 2005 | Tóth János                                        | Kocsis Réka                                        |
| 17. | 2006 | Tóth János                                        | Fodor Krisztina                                    |
| 18. | 2007 | Böndicz Gergő                                     | Fodor Krisztina                                    |
| 19. | 2008 | Böndicz Gergő                                     | Kocsis Réka                                        |
| 20. | 2009 | Tóth János                                        | Szurovszky Zsófia                                  |
| 21. | 2010 | Kővári Dániel                                     | Szurovszky Zsófia                                  |
| 22. | 2011 | Kővári Dániel                                     | Batta Krisztina                                    |
| 23. | 2012 | Szeberényi Máté                                   | Nagy Nóra Linda                                    |
| 24. | 2013 | Zilahy Csaba                                      | Turkovics Ilona                                    |
| 25. | 2014 | Szeberényi Máté                                   | Rózsa Csilla                                       |
| 26. | 2015 | Szeberényi Máté                                   | Szatmári Vivien Réka                               |
| 27. | 2016 |                                                   |                                                    |
| 28. | 2017 | Rózsa Dávid                                       | Vadkerti Adél                                      |
| 29. | 2018 | Rózsa Dávid                                       | Vadkerti Adél                                      |
| 30. | 2019 | Rózsa Dávid                                       | Sándor Virág                                       |
| 31. | 2020 | Rózsa Dávid amatőr Lugosi Tamás profi             | Kiss Polett Karolina amatőr Rózsa Csilla profi     |
| 32. | 2021 | Kötél Bence                                       | Vadkerti Adél                                      |
| 33. | 2022 | Kötél Bence amatőr Lugosi Tamás profi             | Jaczkovics Emma                                    |
| 34. | 2023 | Somogyi Bence amatőr Csányi Olivér profi          | Jaczkovics Emma (2) amatőr Vadkerti Adél (4) profi |
| 35. | 2024 | ifj. Sárközi Richárd amatőr Morozov Mikhail profi | Jaczkovics Emma (3) amatőr                         |